# Korkeasaari (ö i Finland, Södra Savolax, Nyslott, lat 62,12, long 28,20)
Korkeasaari är en ö i Finland. Den ligger i sjön Haukivesi och i kommunen Rantasalmi i den ekonomiska regionen  Nyslotts ekonomiska region  och landskapet Södra Savolax, i den sydöstra delen av landet, 270 km nordost om huvudstaden Helsingfors. Öns area är 3,6 hektar och dess största längd är 460 meter i sydöst-nordvästlig riktning.